# グレン・ルックフォード
グレン・ルックフォード（Glen Luchford、1968年 - ）は、イギリスのファッション写真家、映画監督。アメリカ合衆国のニューヨーク市ブルックリン区とコネチカット州リッチフィールドに住まいと仕事場を構えている。
ブライトンに生まれたルックフォードは、独学で写真を学び、15歳で学校を離れてロンドンへ移り、美容院で働き始めた。24歳の時に、ニューヨークのエージェンシー「アート・アンド・コマース (Art and Commerce)」と契約を結んだ。彼は、モデルのケイト・モスと早くから組んで仕事をした写真家の一人であった。1997年、プラダと専属契約を結び、以降、イヴ・サン＝ローラン、リーバイス、メルセデス・ベンツ、カルバン・クラインなどの広告キャンペーンの写真を手がけた。イギリスのアーティストであるジェニー・サヴィルとも、ガゴシアン・ギャラリー、ニューヨーク近代美術館 (MoMA)、ヴィクトリア&アルバート博物館などにおける展示において広範囲の協力をしており、特集記事の編集で関わった雑誌は、『The Face』、『Arena』、『i-D』や、イギリス版、フランス版、アメリカ版、イタリア版の『ヴォーグ』などが含まれている。
ルックフォードのスタイルは、映画への愛に影響されている。彼は、スタジオで、凝った照明施設を使って、刺激的で映画のようなイメージを創り出すことを好んでいる。
2001年、ルックフォードは、空港で行き場を失った男についての映画を製作しようとする映像作家についての映画『Here to Where』を監督した。この作品は、エディンバラ国際映画祭でマイケル・パウエル賞にノミネートされた。
2009年5月、ルックフォードはエージェンシーである「Art Partner」と専属契約を結び、Steidl/Dangin から最初の単独の写真集を出版した。
2014年6月には、カリフォルニア州ヴェニスで、20世紀初頭の古い建物を改装したローズ・ホテル (Rose Hotel) を開業した。
2016年からは、クリエイティブ・ディレクターのアレッサンドロ・ミケーレと組んで、グッチの広告写真を広く手がけている。